# Lippersdorf-Erdmannsdorf
Lippersdorf-Erdmannsdorf est une commune allemande de l'arrondissement de Saale-Holzland, Land de Thuringe.

## Géographie
La commune s'étend sur les deux pentes du talweg de la Roda.
| Tissa       | Quirla Möckern           | Mörsdorf Sankt Gangloff |
| Waltersdorf | Lippersdorf-Erdmannsdorf | Ottendorf               |
| Rattelsdorf |                          | Weißbach                |

## Histoire
La fondation de Lippersdorf a lieu sans doute au XIIe siècle lors du défrichement des terres par des colons allemands, dont le chef s'appelle probablement Liebrecht. Lippersdorf est mentionné pour la première fois en 1293 et Erdmannsdorf en 1306.

## Source de la traduction
- (de) Cet article est partiellement ou en totalité issu de l’article de Wikipédia en allemand intitulé « Lippersdorf-Erdmannsdorf » (voir la liste des auteurs).